# Vahmān
Vahmān (persiska: وَهان, وهمان) är en ort i Iran.   Den ligger i provinsen Hamadan, i den nordvästra delen av landet, 300 km sydväst om huvudstaden Teheran. Vahmān ligger 1 528 meter över havet och antalet invånare är 615.
Terrängen runt Vahmān är varierad. Runt Vahmān är det ganska tätbefolkat, med 124 invånare per kvadratkilometer. Närmaste större samhälle är Nahāvand, 12,3 km sydost om Vahmān. Trakten runt Vahmān består i huvudsak av gräsmarker.